# نارینتل (اوورخنگای)
نارینتل (به لاتین: Nariinteel) یک منطقهٔ مسکونی در مغولستان است که در استان اوورخانگای واقع شده‌است.